# 宋應亨
宋應亨（？—1643年），字嘉甫，號長元，山东登州府莱陽縣人。明末政治人物。

## 生平
萬曆四十三年（1615年）乙卯科山东乡试举人，天啓五年（1625年）乙丑科進士，授大名府清丰县知县，抑豪强，擒巨盗，百废俱举，教化大行。考选，擢礼部主客司主事，旋迁吏部，历验封、考功、稽勋、文选四署。崇祯六年癸酉典试中州（河南），得名士最多。晋稽勋司郎中，陈情乞终养，甲戌（1634年）归乡，好贤喜士，食客满座，酒樽不空。逾六年，长子宋璜成崇祯庚辰科进士，授杭州理刑，应亨教之曰：“毋束湿，毋草菅，毋长莠。”庚辰、辛巳山东大饥，人相食，公出粟赈之，活人无数。事母至孝，居丧过哀。左目瞳昏黑，莫能视物，寻登泰山，感异梦，果遇良医，以金针拨之，目复清明。又梦青衣童子曰：上帝以公纯孝，遣余默相助之，已无恙，予将报命焉。为清丰知县时，多惠政，去之后，建祠郭外，曰益咏堂，二月晦为公生日，士女岁岁醵金为社会，陈百货于祠前，三日乃罢。甲申盗蜂起，焚烧官府，至公祠则下拜，且相戒曰：宋公有德于民，祠不可毁。
崇祯十五年闰十一月，清兵破临清，应亨率士民守莱阳，北隅单弱，捐千金建瓮城，浃旬而毕。大兵至，应亨独当一面，悬赏募死士，夜劫营，清兵拔围去。
崇禎十六年（1643年）二月初五日，清军掩至，避北城不攻。次日辰时，由城东北缘云梯上，应亨平巾箭衣，驱家僮巷战，家人令易帽，不可。驱良久，家僮死者三十余人，应亨项中一刀，被执不屈，遂死。诏赠太仆寺少卿，赐祭葬。清乾隆间赐谥节愍，入清丰县名宦祠。

## 家族
妻郝氏、孙氏，皆赠淑人。有三子：宋璠、宋璜、宋琬。长子宋璠，字玉伯，历任光禄寺主簿、上林丞，加行太仆寺少卿，任侠好客，雅歌投壶，有翩翩佳公子風。次子宋璜，字玉仲，號答昊，崇祯十三年进士，授杭州府推官，顺治间历兵部职方司员外郎；次子宋琬，字玉叔，号荔裳，中顺治四年丁亥进士，尤善诗，官陕西副使、浙江参政、四川按察使。

## 延伸阅读
[在维基数据编辑]
 《明史卷二百六十七》，出自《明史》